# Guido Carlo Gatti
Pour les articles homonymes, voir Gatti.
Guido Carlo Gatti, né le 29 avril 1938 à Gubbio et mort à Varese le 3 septembre 2024, est un joueur italien de basket-ball. Il évolue durant sa carrière au poste d'ailier.

## Palmarès
- Champion d'Italie 1961, 1964
- Vainqueur des Jeux méditerranéens de 1963
- Finaliste de l'Universiade d'été de 1959